# Бандарцеві
Бандарцеві  (Bondarzewiaceae) — родина грибів порядку сироїжкові. Поширена космополітично, але найбільше в помірному поясі. Представники — сапротрофи або паразити на деревині. Іноді викликають білу гниль деревини. Зокрема, важливе економічне значення як патоген, має вид Heterobasidion annosum.
Назву таксон отримав на честь російського міколога Аполінарія Семеновича Бондарцева.
За інформацією 10-го видання Словника грибів (Dictionary of the Fungi), родина містить 8 родів і 48 описаних видів. Деякі джерела вважають, що Echinodontiaceae має бути синонімом цієї родини.